# Boone Logan
Boone Logan (* 13. August 1984 in San Antonio, Texas) ist ein ehemaliger US-amerikanischer Baseballspieler in der Major League Baseball (MLB) auf der Position des Pitchers.

## Karriere
Logan wurde in der 20. Runde des MLB Drafts 2002 von den Chicago White Sox gewählt. 2003 und 2004 spielte er im Rookie-Team Great Falls White Sox. Die Saison 2005 begann er ebenfalls bei diesem Team, wurde aber im August zum A-Team Winston-Salem Warthogs befördert. 2006 nahm er am Spring Training der White Sox teil und erhielt zum Saisonstart einen Platz als Relief Pitcher, obwohl er nie höher als Class A gespielt hatte. Im Mai 2006 wurde er zum Triple-A-Team Charlotte Knights geschickt, kehrte aber Anfang September zu den White Sox zurück. 2007 spielte er seine erste volle Saison für die White Sox. Er kam in 68 Spielen als Relief Pitcher zum Einsatz und hatte zum Saisonschluss einen ERA von 4.97. Auch 2008 spielte er überwiegend in der Major League.
Am 4. Dezember 2008 wurde Logan zusammen mit Javier Vázquez zu den Atlanta Braves transferiert. Dort spielte er in 20 Spielen für die Braves und in 29 Spielen beim Triple-A-Team Gwinnett Braves. Am 22. Dezember 2009 wurde Logan – wieder zusammen mit Vázquez – zu den New York Yankees transferiert. Nach einigen Spielen beim Triple-A-Team Scranton/Wilkes-Barre Yankees wurde er am 16. April 2010 zu den Yankees berufen. Dort kommt er als linkshändiger Pitcher fast ausschließlich gegen linkshändige Batter zum Einsatz. In der regulären Saison zeigte er eine deutliche Leistungssteigerung mit einem ERA von 2.93. Sein Jahreseinkommen betrug 1.200.000 Dollar.